# Diocèse de Manga
Le diocèse de Manga (en Latin : Dioecesis Mangana) est un diocèse catholique du Burkina Faso, suffragant de l'archidiocèse de Ouagadougou. Le siège est actuellement occupé par Mgr Léopold Médard Ouédraogo.

## Territoire
Le diocèse couvre les 3 provinces du Bazèga, du Nahouri et du Zoundwéogo composant la région du Centre-Sud au Burkina Faso.
Le siège de l'évêque est la ville de Manga, où se trouve la cathédrale Notre-Dame de l'Assomption, dans le Zoundwéogo.
Le territoire est divisé en 7 paroisses:
- La Paroisse Cathédrale Notre Dame de l'Assomption de Manga

- La Paroisse Notre Dame de Fatima de Pô

- La Paroisse Sainte Maria Gorreti de Toécé

- La Paroisse Sainte Thérèse de l'Enfant Jésus de Zabré

- La Paroisse Saint Antoine Padoue de Gon-Boussougou

- La Paroisse Saint Jean-Paul II de Tiébélé

- La Paroisse Saint Joseph Artisan de Googo

## Histoire
Le diocèse a été érigé le 2 janvier 1997 avec la bulle De cunctis Ecclesiis solliciti du pape Jean-Paul II, à partir de terrains des actuels archidiocèses de Koupéla et Ouagadougou.

## Chronologie des évêques
- Wenceslas Compaoré (2 janvier 1997 - 28 décembre 2010 )
- Gabriel Sayaogo (28 décembre 2010 - 7 décembre 2019), nommé archevêque de Koupéla
- Médard Léopold Ouédraogo (depuis le 16 juin 2022)

## Statistiques
| Année | Baptisés | Population totale | %    | Prêtres | Prêtres séculiers | Prêtres réguliers | Catholiques par prêtre | Diacres | Religieux | Religieuses | Paroisses |
| ----- | -------- | ----------------- | ---- | ------- | ----------------- | ----------------- | ---------------------- | ------- | --------- | ----------- | --------- |
| 1999  | 58 611   | 473 553           | 12,4 | 13      | 13                |                   | 4 508                  |         |           | 13          | 4         |
| 2000  | 62 546   | 478 670           | 13,1 | 13      | 13                |                   | 4 811                  |         |           | 15          | 4         |
| 2001  | 68 328   | 487 181           | 14,0 | 16      | 14                | 2                 | 4 270                  |         | 3         | 15          | 5         |
| 2002  | 73 270   | 466 161           | 15,7 | 15      | 13                | 2                 | 4 884                  |         | 3         | 17          | 5         |
| 2003  | 75 677   | 496 687           | 15,2 | 14      | 13                | 1                 | 5 405                  |         | 1         | 16          | 5         |
| 2004  | 79 387   | 511 471           | 15,5 | 15      | 15                |                   | 5 292                  |         |           | 15          | 5         |
| 2013  | 123 224  | 627 815           | 19,6 | 20      | 20                |                   | 6 161                  |         | 10        | 21          | 6         |
| 2016  | 140 115  | 658 582           | 21,3 | 22      | 22                |                   | 7 005                  |         | 6         | 20          | 7         |
| 2019  | 157 067  | 727 500           | 21,6 | 22      | 22                |                   | 7 139                  |         | 3         | 20          | 7         |
| 2021  | 168 088  | 801 868           | 21,0 | 22      | 22                |                   | 7 640                  |         | 2         | 20          | 7         |

## Sources
- (en) Fiche du diocèse sur catholic-hierarchy.org
- (la) « CONSTITUTIO APOSTOLICA »
- (en) Onglet du diocèse sur www.gcatholic.org